# درجه انرژی ساختمان
درجه انرژی ساختمان (انگلیسی: Building energy rating) درجه انرژی ساختمان همانند شاخصه انرژی برای مجموعه وسایل الکتریکی ساختمان می‌باشد. این شاخصه درجه‌بندی A-G را دارد که درجه A ساختمان‌ها بیشترین کارایی انرژی را دارد و G کمترین می‌باشد.
در رابطه با مسکن انرژی قابل قبول در ایرلند A هست که نشان دهنده کارایی انرژی مسکن می‌باشد. این انرژی مصرفی برای گرم کردن آب وتهویه و روشنایی و در مجموع اساس استاندارد سکونت را پوشش می‌دهد. ارزیابی شاخصه انرژی A و گواهینامه آن ممکن است برای فروختن ساختمان ویا بلافاصله بعد از ساخت آن اجباری باشد.
طریقه محاسبه و قانون مربوط به درجه انرژی ساختمان شاید در یک کشور با کشور دیگر متفاوت باشد. درجه انرژی ساختمان بعنوان یک ابزار برای کمک به کنترل کردن و پیشرفت کردن بازده انرژی ساختمان ساخته شده است.
در جمهوری ایرلند هر مسکن ساخته شده A از اول ژانویه ۲۰۰۷ باید درجه انرژی ساختمان داشته باشد مگر اینکه فرمهای برنامه‌ریزی آن تا ۳۱ دسامبر ۲۰۰۶ثبت شده باشد.
از اول جولای ۲۰۰۹ فروش مسکن‌های بدون درجه انرژی ساختمان غیرقانونی شد.
از اول جولای ۲۰۰۸ درجه انرژی ساختمان برای ساختمان‌های غیر مسکونی جاهایی که باید مجوز برنامه‌ریزی داشته باشند وقتی که برای فروش گذاشته می‌شد یا برای اجازه لازم شد.
ابزار قانونی تنظیم کردن تقاضابرای درجه انرژی ساختمان SI666OF2006 است.
واین دستور العمل بازده انرژی ساختمان‌های اجرا شده در ایرلند است.